# Emperatriz Cao (dinastía Han)

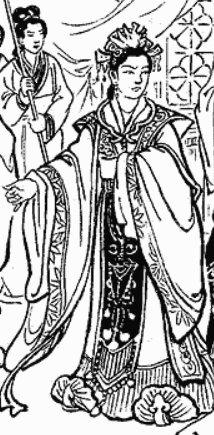
Ilustración de la Emperatriz Cao.

Cao Jie (213 - 2 de julio de 260), formalmente conocida como Emperatriz Xianmu, fue una emperatriz de la dinastía Han de China. Fue la segunda esposa del Emperador Xian, el último emperador Han, y se dio a conocer como la Duquesa de Shanyang después de la abdicación de su marido. Fue hermanastra de Cao Pi, el cual puso fin a la dinastía Han forzando al emperador Xian a abdicar en su favor, y estableció el estado de Cao Wei.

## Familia y matrimonio con el Emperador Xian
Cao Jie era la hija del señor de la guerra Cao Cao el cual, en el año 196, tenía al Emperador Xian bajo su control y emitía edictos en nombre de este último en su propio beneficio y a favor de su campaña para unir el imperio, que se encontraba bajo el dominio de señores de la guerra regionales. En el año 213, Cao, el cual en ese punto había sido nombrado Duque de Wei (más tarde, Rey de Wei), ofreció tres de sus hijas como consortes del Emperador -Cao Jie y Cao Xian, sus hijas mayores, y Cao Hua, su hija menor.
A finales del año 214, la primera esposa del Emperador Xian, la Emperatriz Fu Shou, fue descubierta en una conspiración que se había llevado a cabo contra Cao Cao en el año 200. Aunque habían transcurrido 14 años, Cao Cao todavía estaba tan enojado con ella que la hizo ejecutar por la fuerza el 8 de enero del año 215. El 6 de marzo del año 215, Cao Jie fue nombrada Emperatriz en su lugar.

## Como Emperatriz
No se sabe mucho sobre su vida como emperatriz, pero estaba claro que su esposo había perdido todo el poder en ese momento, ya que éste estaba en manos de su padre. En el año 220, su padre falleció y su hermano Cao Pi lo sucedió como Rey de Wei. Más tarde, ese año, obligó al Emperador Xian a abdicar en su favor, dando fin a la dinastía Han.
Los historiadores tradicionales afirman que la Emperatriz Cao no estuvo de acuerdo con el plan de Cao Pi de deponer la dinastía Han y tomar el trono para él mismo. Cuando Cao Pi envió mensajeros para exigir que la Emperatriz Cao entregara su sello de emperatriz, ella se negó varias veces. Finalmente, bajo una presión cada vez mayor, la emperatriz cedió pero, enojada, arrojó el sello al suelo y dijoː "¡El Cielo no les dará ninguna bendiciónǃ".

## Como Duquesa de Shanyang
Después de abdicar, el Emperador Xiang fue degradado a Duque de Shanyang. Así pues, la Emperatriz Cao recibió el título de Duquesa de Shanyang.
Se dice que al llegar a Shanyang y presenciar la pobreza y la desgracia de la región devastada por la guerra, el duque y la duquesa recién nombrados decidieron usar sus recursos y riquezas, incluyendo el conocimiento de la medicina aprendido en el palacio imperial, para apoyar y curar a la gente del lugar. También usaban la ropa humilde y tosca cuando visitaban a los habitantes del lugar. Gracias a los esfuerzos de la pareja, finalmente la región de Shanyang se volvió próspera y la población local rindió lujosos tributos al duque y la duquesa como muestra de gratitud. Más tarde, los duques fueron nombrados  "Familia de la medicina del Dragon y el Fénix". Existe, todavía, unan pintura del "Emperador Xian practicando la medicina para salvar a la gente".
Su marido falleció en el año 234. Ella falleció 26 años más tarde y fue enterrada junto a él con los honores de una emperatriz, empleando la ceremonia Han.

## En la novelaRomance de los Tres Reinos
Cao Jie, en la novela histórica Romance de los Tres Reinos, fue representada según sus registros históricos. Después del fallecimiento de la emperatriz Fu, Cao Jie fue nombrada Emperatriz para reemplazarla.
En el Capítulo 80, la emperatriz Cao se enojó al saber que los subordinados de Cao Pi exigieron al emperador Xian que abdicara en favor de éste. Más tarde, cuando Cao Hong y Cao Xiu, armados, corrieron al palacio en busca del emperador Xian, una emperatriz Cao enfurecida gritóː "¡Ustedes, rebeldes deshonestosǃ Mi padre eclipsó a toda la tierra, pero nunca se atrevió a aspirar al trono sagrado. Pero mi hermano, que acaba de sucederlo, no ha puesto límite a su ambición y ha usurpado el Trono ¡El Cielo no le dará ninguna bendiciónǃ"
Mao Zonggang, en su comentario, elogió la lealtad de la emperatriz Cao, la consideró una heroína similar a la Emperatriz Fu y a la Consorte Dong.